# LILRA5
LILRA5 (англ. Leukocyte immunoglobulin like receptor A5) – білок, який кодується однойменним геном, розташованим у людей на довгому плечі 19-ї хромосоми. Довжина поліпептидного ланцюга білка становить 299 амінокислот, а молекулярна маса — 32 755.
| 10         |  | 20         |  | 30         |  | 40         |  | 50         |
| ---------- |  | ---------- |  | ---------- |  | ---------- |  | ---------- |
| MAPWSHPSAQ |  | LQPVGGDAVS |  | PALMVLLCLG |  | LSLGPRTHVQ |  | AGNLSKATLW |
| AEPGSVISRG |  | NSVTIRCQGT |  | LEAQEYRLVK |  | EGSPEPWDTQ |  | NPLEPKNKAR |
| FSIPSMTEHH |  | AGRYRCYYYS |  | PAGWSEPSDP |  | LELVVTGFYN |  | KPTLSALPSP |
| VVTSGENVTL |  | QCGSRLRFDR |  | FILTEEGDHK |  | LSWTLDSQLT |  | PSGQFQALFP |
| VGPVTPSHRW |  | MLRCYGSRRH |  | ILQVWSEPSD |  | LLEIPVSGAA |  | DNLSPSQNKS |
| DSGTASHLQD |  | YAVENLIRMG |  | MAGLILVVLG |  | ILIFQDWHSQ |  | RSPQAAAGR  |

A: Аланін

C: Цистеїн

D: Аспарагінова кислота

E: Глутамінова кислота

F: Фенілаланін

G: Гліцин

H: Гістидин

I: Ізолейцин

K: Лізин

L: Лейцин

M: Метіонін

N: Аспарагін

P: Пролін

Q: Глутамін

R: Аргінін

S: Серин

T: Треонін

V: Валін

W: Триптофан

Кодований геном білок за функцією належить до рецепторів. 
Задіяний у таких біологічних процесах, як імунітет, вроджений імунітет, альтернативний сплайсинг. 
Локалізований у клітинній мембрані, мембрані.
Також секретований назовні.